# Иоанн (Затонский)
Епи́скоп Иоа́нн (англ. Bishop John, в миру Джон Пол Затонский, англ. John Paul Zatonski; род. 24 ноября 1956, Элизабет, Нью-Джерси) — епископ Святой православной церкви Северной Америки, епископ Вудсайдский, викарий Бостонской митрополии.

## Биография
Родился 24 ноября 1956 года в городе Элизабет, штат Нью-Джерси, в семье католиков из низшего среднего класса. Едва не умер во время родов из-за проблемы с кровью. Родители со стороны отца были родом из Польши, родители матери были униатами из Западной Украины. Кроме него в семье был старший брат Томас.
Учился в католической приходской школе с 1 по 8 класс, а с 9 по 12 класс — государственную среднюю школу, которую окончил в 1974 году. В колледже интересовался журналистикой и социальной работой, но в качестве специальности выбрал психологию. Однако вскоре разочаровался в ней из-за акцента на бихевиоризме, который преобладал в учебных программах того времени, бросил колледж и проработал на фабрике четыре года, копя деньги и обдумывая направление будущей жизни.
Там он решился на «полный пересмотр всех аспектов моей жизни и придание ей нового здорового направления». Читал русскую литературу. «Преступление и наказание» Ф. М. Достоевского произвело особенно сильное впечатление. После этого он решил, что серьёзная духовная жизнь является абсолютно необходимой частью человеческого бытия, и утвердился в намерении вести такую жизнь. В 1984 году фабрика закрылась, и он переехал в Нью-Йорк и поступил в медицинское училище, которое окончил в 1987 году со степенью бакалавра наук в области ухода за больными. Работал по специальности.
На тот момент сравнивал Римо-католичество, Украинская грекокатолическая церковь и Православие. В это время начал работать в больнице с человеком, который впоследствии стал его крёстным отцом в Православии. Был крещён священником Адрианом в приходе святых Отцов семи Вселенских Соборов РПЦЗ на праздник Покрова Пресвятой Богородицы 1989 года. Сразу же был приглашён петь в церковном хоре. В 1991 году стал регентом, а в 1992 году епископ Григорий (Граббе) поставил его во чтеца.
В 1999 году последовал за священником Адрианом, который покинул РПЦЗ и присоединился к Святой православной церкви Северной Америки. Помог ему основать скит Святого Вознесения, но не остался там; вместо этого он вернулся в Нью-Йорк для продолжения работы в больнице. Параллельно начал служить чтецом и певчим в церкви Святой Татианы в Квинсе.
7 (20) августа 2005 года в Спасо-Преображенском монастыре был пострижен в иночество архимандритом Исааком. 29 августа (11 сентября) 2005 года митрополитом Ефремом (Спаносом) в церкви Святой Татианы рукоположен в сан иеродиакона, после чего Служил диаконом в церкви Святой Татианы до своей священнической хиротонии. 1 (14) января 2018 года в соборе святителя Марка Ефесского в Бостоне митрополитом Григорием (Бабунашвили) был рукоположен в сан иеромонаха и назначен клириком церкви Святой Татианы.
Уволился из больницы в 2020 году, а с 2022 года начал посещать тюрьмы и преподавать заключённым Причастие.
17 февраля 2023 года решением Синода Святой православной церкви Северной Америки был избран епископом Вудсайдским, викарием Бостонской митрополии.
1 октября 2023 года в кафедральном соборе святителя Марка Ефесского в Бостоне был рукоположен в епископа Вудсайдского, викария Бостонской Митрополии.